# Tranquilo Cappozzo
Tranquilo Cappozzo (Estados Unidos, 25 de enero de 1918-Valle Hermoso, 14 de mayo de 2003) fue un remero estadounidense nacionalizado argentino ganador de la medalla de oro en los Juegos Olímpicos de Helsinki 1952 junto a Eduardo Guerrero en la especialidad doble par de remos sin timonel. Fue también campeón argentino y sudamericano. Recibió el Premio Konex —Diploma al Mérito como uno de los mejores remeros de Argentina—.

## Biografía

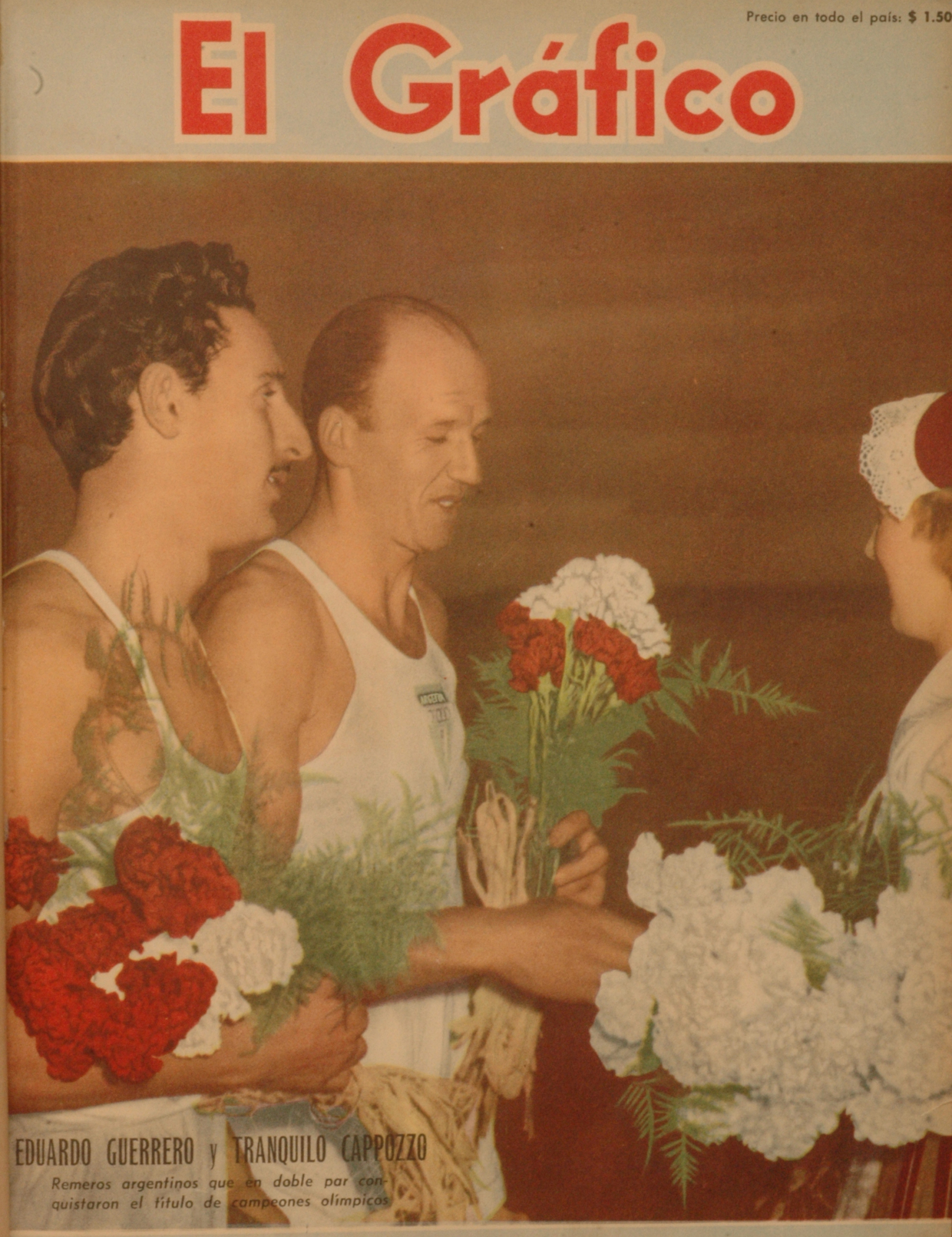
Eduardo Guerrero y Tranquilo Cappozzo en 1952.

Cappozzo emigró a Argentina en 1936. Inicialmente se dedicó al ciclismo, comenzando a practicar remo en 1945 en el Club Canottieri Italiani, en la localidad de Tigre, provincia de Buenos Aires.
Participó en los Juegos Olímpicos de Londres 1948, donde llegó a semifinales.
El 23 de julio de 1952, Tranquilo con 34 años y Eduardo Guerrero con 24, obtuvieron en equipo la medalla de oro en los Juegos Olímpicos de Helsinki 1952, en la especialidad doble par de remos sin timonel venciendo en la final a los equipos de la entonces Unión Soviética, Francia, Checoslovaquia y Uruguay. A su regreso de Helsinki, los remeros fueron recibidos en la Casa Rosada por el presidente Perón y su esposa Eva Duarte.
Ambos eran singlistas, habiendo Guerrero ganado el Campeonato argentino en 1950. Además sufrieron el percance de que el bote se les había roto, pero el mismo fue finalmente reparado por la delegación soviética, a la que luego los argentinos vencieron en la final. El tiempo con el que ganaron fue de 7 minutos, 32 segundos y 2 décimas.
Tres años después, su éxito profesional fue interrumpido debido al derrocamiento del gobierno constitucional de Juan Domingo Perón, período donde comienza la dictadura denominada Revolución Libertadora durante la cual se produce una brusca declinación del rendimiento deportivo en Argentina. El General Fernando Huergo fue designado interventor de la Confederación Argentina de Deportes y el Comité Olímpico Argentino. En 1955 el dictador, Pedro Eugenio Aramburu ordenó la suspensión de centenares de atletas ligados al peronismo, por ello, Tranquilo Cappozzo junto a decenas de deportistas olímpicos fueron vetados durante la dictadura de Pedro Aramburu y posteriormente el régimen militar de Isaac Rojas de participar en cualquier tipo de actividades deportivas prohibiéndose que participe de los Juegos Olímpicos de Melbourne 1956, al igual que el medallista olímpico Guerrero.
En 1980, recibió el Premio Konex (Diploma al Mérito como uno de los mejores remeros de la historia). 
La medalla obtenida por Cappozzo-Guerrero fue la última medalla de oro obtenida por la delegación argentina hasta los Juegos Olímpicos de Atenas 2004.
En 1997 tras el asesinato de su hijo menor (Alejandro Cappozzo) y la posterior muerte de su esposa María Luisa Cavaddinni, se fue a vivir con su hija (Laura Cappozzo) y sus dos nietos a la provincia de Córdoba. Su último deseo fue que sus cenizas fueran arrojadas al Río Luján, en Tigre, provincia de Buenos Aires, donde solía vivir y remar. Actualmente, en este lugar se encuentra una estatua de Tranquilo en la desembocadura al Río Reconquista.
Falleció el 14 de mayo de 2003 en Valle Hermoso, provincia de Córdoba, a los 85 años.